# Jaleen Smith
Jaleen Devon Smith (Freeport (Texas), 24 de noviembre de 1994) es un baloncestista estadounidense con pasaporte croata que pertenece a la plantilla del Bahçeşehir Koleji S.K. de la BSL turca. Con 1,93 metros de estatura, juega en la posición de base y escolta.

## Trayectoria deportiva
Jugó cuatro temporadas con New Hampshire Wildcats (2013-2017) y tras no ser elegido en el Draft de la NBA de 2017 firmó su primer contrato profesional en Alemania con MLP Academics Heidelberg de la ProA (Basketball Bundesliga), la segunda división de baloncesto alemana.
En las filas del MLP Academics Heidelberg disputó la cifra de 71 encuentros en dos temporadas, realizando unos promedios anotadores de 7.59 y 12.70 puntos por encuentro respectivamente en cada temporada.
El 21 de julio de 2019 se confirmó su fichaje por MHP Riesen Ludwigsburg de la Basketball Bundesliga.
El 25 de agosto de 2021, firma por el ALBA Berlín de la Basketball Bundesliga.
El 20 de julio de 2023, firma por la Virtus Bolonia de la Lega Basket Serie A.
El 13 de julio de 2024 fichó por Bahçeşehir Koleji de la Basketbol Süper Ligi (BSL).

### Selección nacional
En septiembre de 2022 disputó con el combinado absoluto croata el EuroBasket 2022, finalizando en decimoprimera posición.